# St. George’s Church (Berlin)

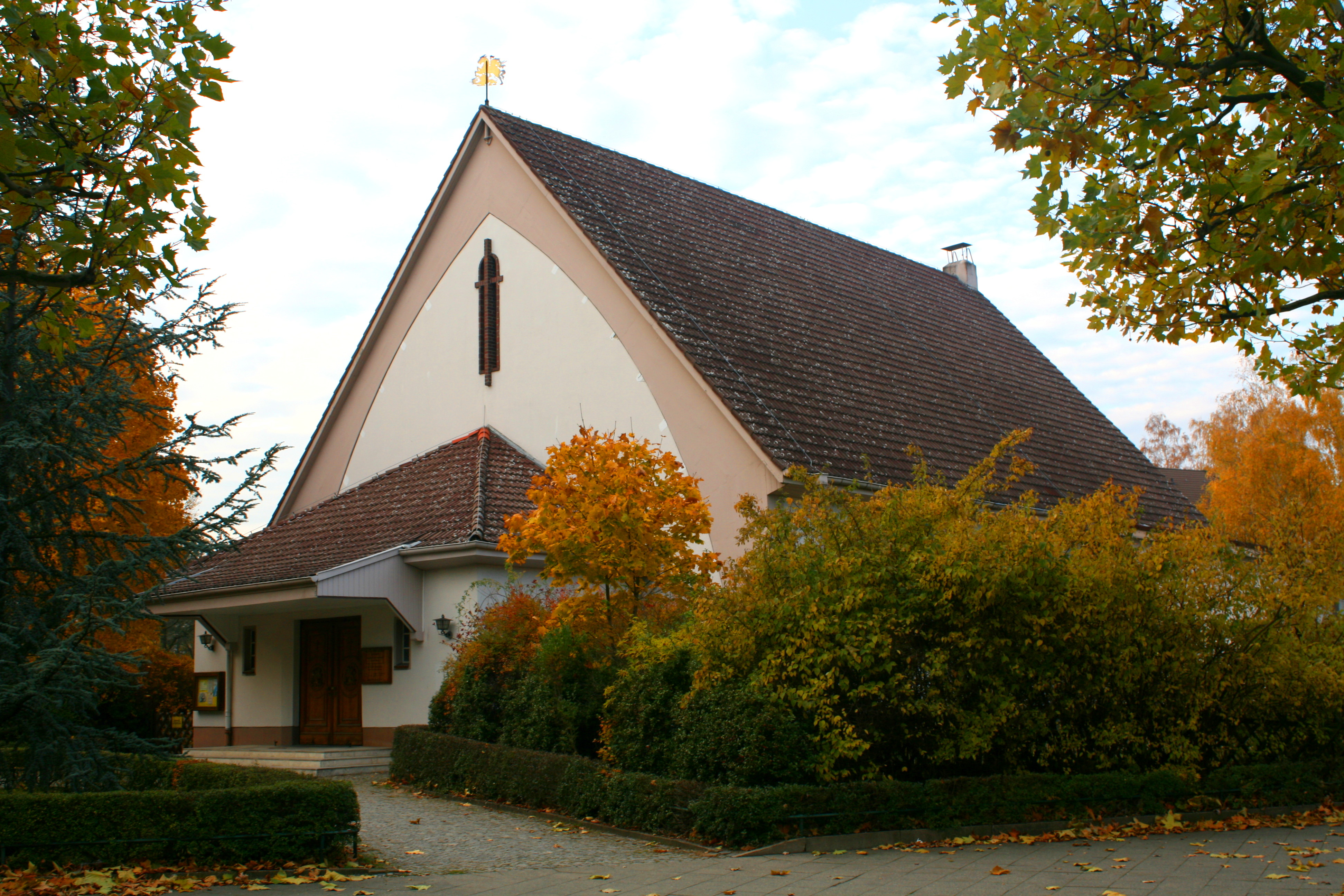
St. George’s Church

St. George’s Anglican Church ist die Kirche der anglikanischen Gemeinde in Berlin. Das Kirchengebäude aus dem Jahr 1950 befindet sich im Berliner Stadtteil Neu-Westend.

## Lage
Die dem Heiligen Georg gewidmete Kirche steht auf einem rhomboidförmigen Areal von etwa 13.300 m2. Die Fläche wird im Westen von der Badenallee und im Osten von der Preußenallee begrenzt. Direkt nördlich schließt sich das katholische Anbetungskloster St. Gabriel an. Neben dem Kirchengebäude befindet sich noch ein Gemeindezentrum auf dem Gelände.

## Geschichte

### Erste St. George’s Church in Berlin

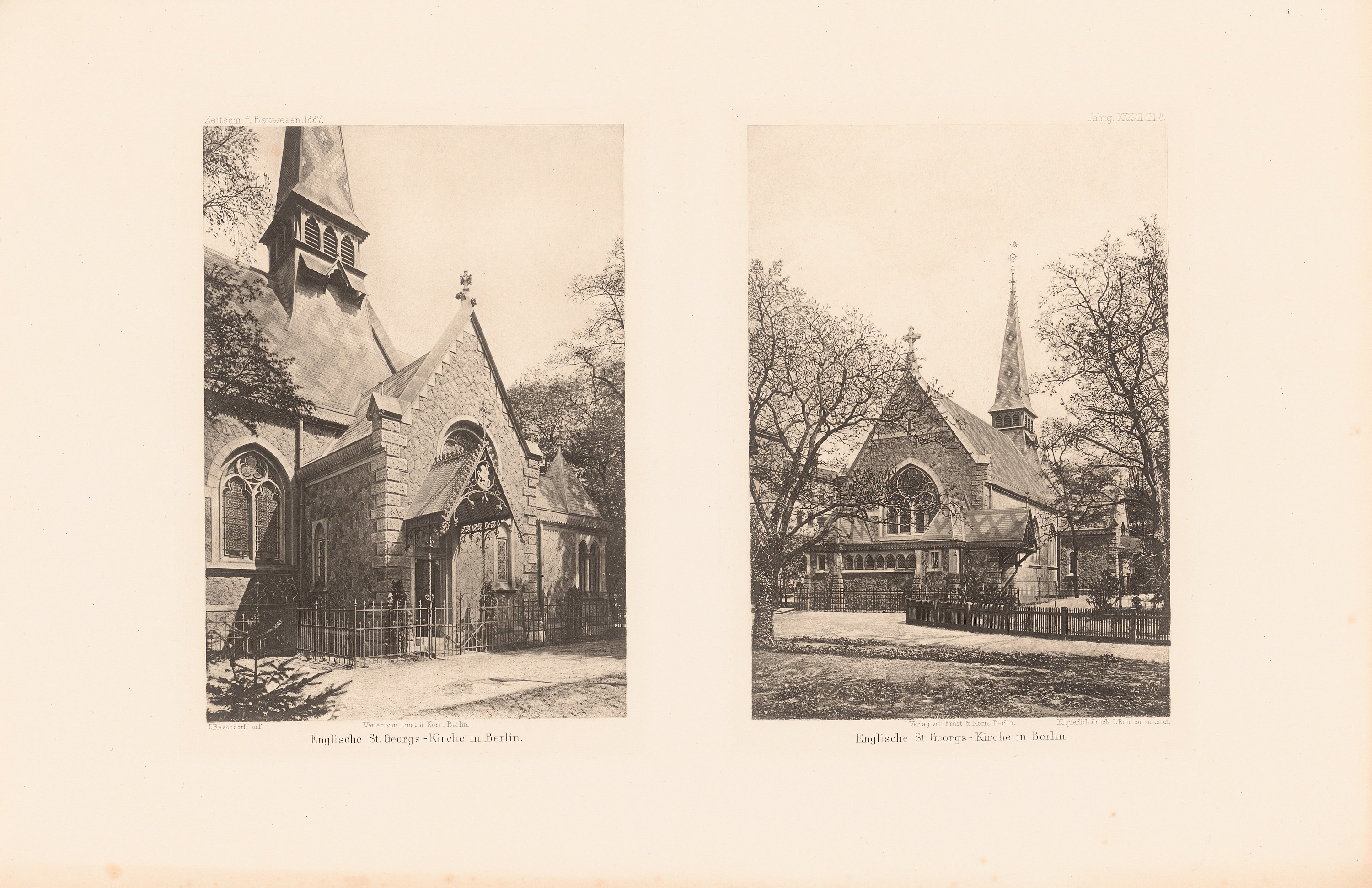
Erste St. George’s Anglican Church im Monbijoupark, 1886

Erste anglikanische Gottesdienste wurden in Berlin bereits in den 1830er Jahren abgehalten. 1855 diente das Torhaus vom Schloss Monbijou an der Oranienburger Straße als English Chapel. König Friedrich Wilhelm IV. stellte für Gottesdienste auch den Theatersaal des Schlosses zur Verfügung. Die wachsende Gemeinde errichtete zwischen 1884 und 1885 unter der Schirmherrschaft der in England geborenen preußischen Kronprinzessin Victoria das erste eigene Kirchengebäude in Berlin, die St. George’s Anglican Church, benannt nach dem Schutzheiligen von England, auf dem Gelände des Schlossparks Monbijou. Die Kirche stand unter königlichem Schutz und wurde aus Spenden anlässlich der Silberhochzeit des preußischen Kronprinzenpaares finanziert. Architekt Julius Carl Raschdorff unternahm eine Studienreise nach England, um sich mit dem anglikanischen Kirchenbau vertraut zu machen. Sein Entwurf wurde mit hellem schlesischem Sandstein und gesprengten Granitfindlingen realisiert, das Dach mit farbigem Schiefer gedeckt.
Im Jahr 1888 besuchte Queen Victoria die Kirche. Am 25. Mai 1913 besuchten König George V. und seine Gemahlin Mary einen Gottesdienst in der Kirche. Als einzige anglikanische Kirche in Deutschland blieb St. George’s auch während des Ersten Weltkriegs geöffnet, da sie unter dem Schutz Kaiser Wilhelms II. stand.
In den 1920er und 1930er Jahren konnte die Kirche nur mühsam offen gehalten werden, die Gemeinde hatte finanzielle und Existenzsorgen. Der anglikanischen Gemeinde gehörten damals nicht nur Briten, sondern auch Amerikaner, Deutsche, Inder, Chinesen, Finnen und Russen an.
Mit Beginn des Zweiten Weltkriegs wurde die Kirche geschlossen und 1943 und 1944 von Bomben der Alliierten getroffen. Die DDR setzte im Zusammenhang mit der Enttrümmerung des Berliner Stadtzentrums und nach der Teilung Berlins 1949 den Abriss des kriegsbeschädigten Schlosses Monbijou und den Abriss des Kirchengebäudes durch.

### Neue St. George’s Church

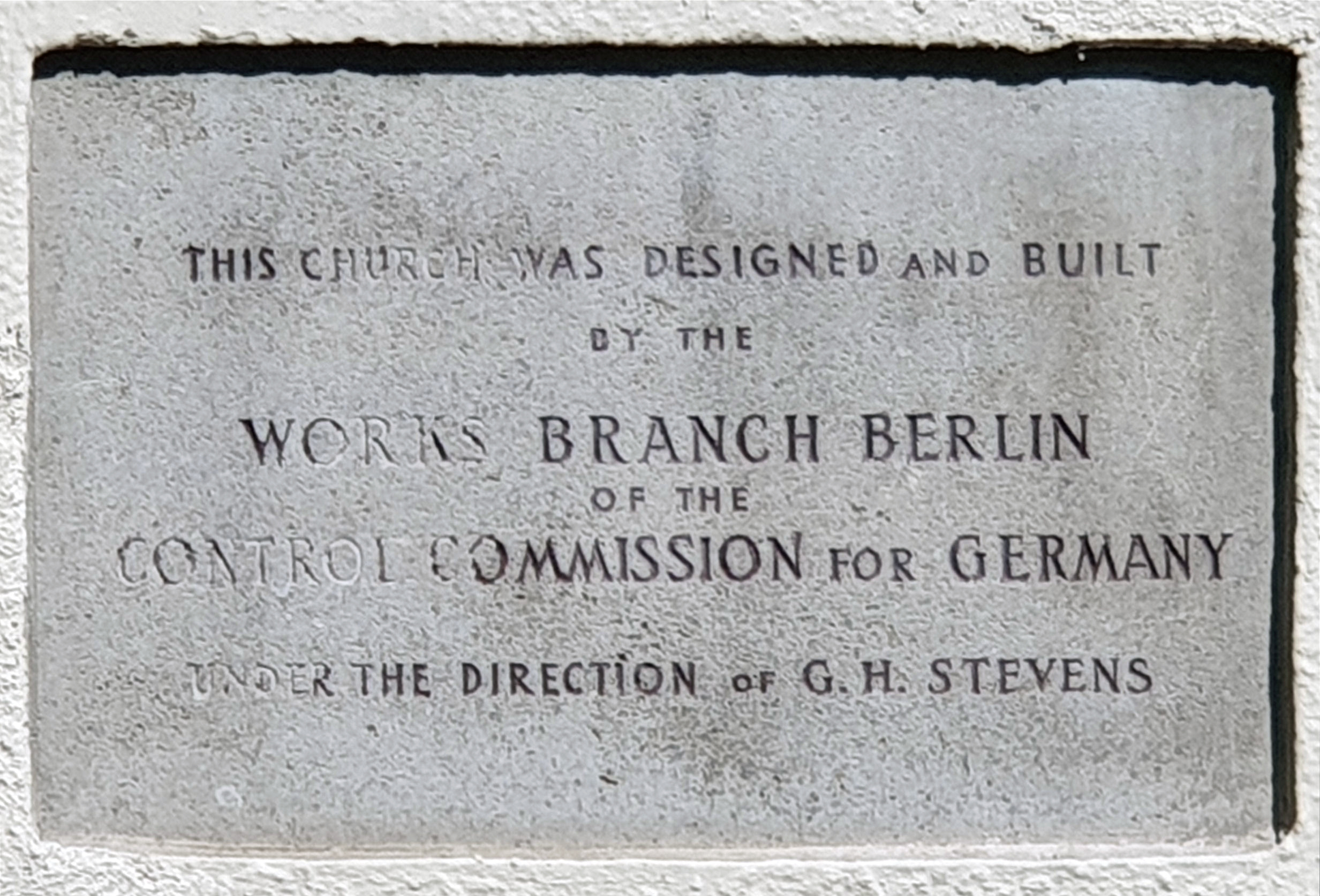
Gedenktafel am neuen Kirchengebäude

Eine neue St. George’s Church wurde 1950 als Garnisonkirche des britischen Militärs im britischen Sektor errichtet. Die Kirchenbänke sind mit den militärischen Abzeichen aller britischen Regimenter, die sich seit 1945 in Berlin aufgehalten hatten, verziert und gehören zum festen Inventar.
1987 wurde das ursprünglich von Kronprinzessin Victoria für die erste St. George’s Church gestiftete Kirchensilber in einem Berliner Keller wiederentdeckt und der Gemeinde zurückgegeben. Es ist seither in den Gottesdiensten in Gebrauch.
Seit dem Abzug der Alliierten 1994 ist die St. George’s Church wieder eine rein zivil genutzte Kirche, die ab Juni 2012 neben der anglikanischen Gemeinde auch von der Gemeinde der City Kirche Berlin International (vgl. Citykirche) für ihre Gottesdienste und für Fernsehproduktionen (Hope for Tomorrow) genutzt wird.

## Architektur des Kirchengebäudes

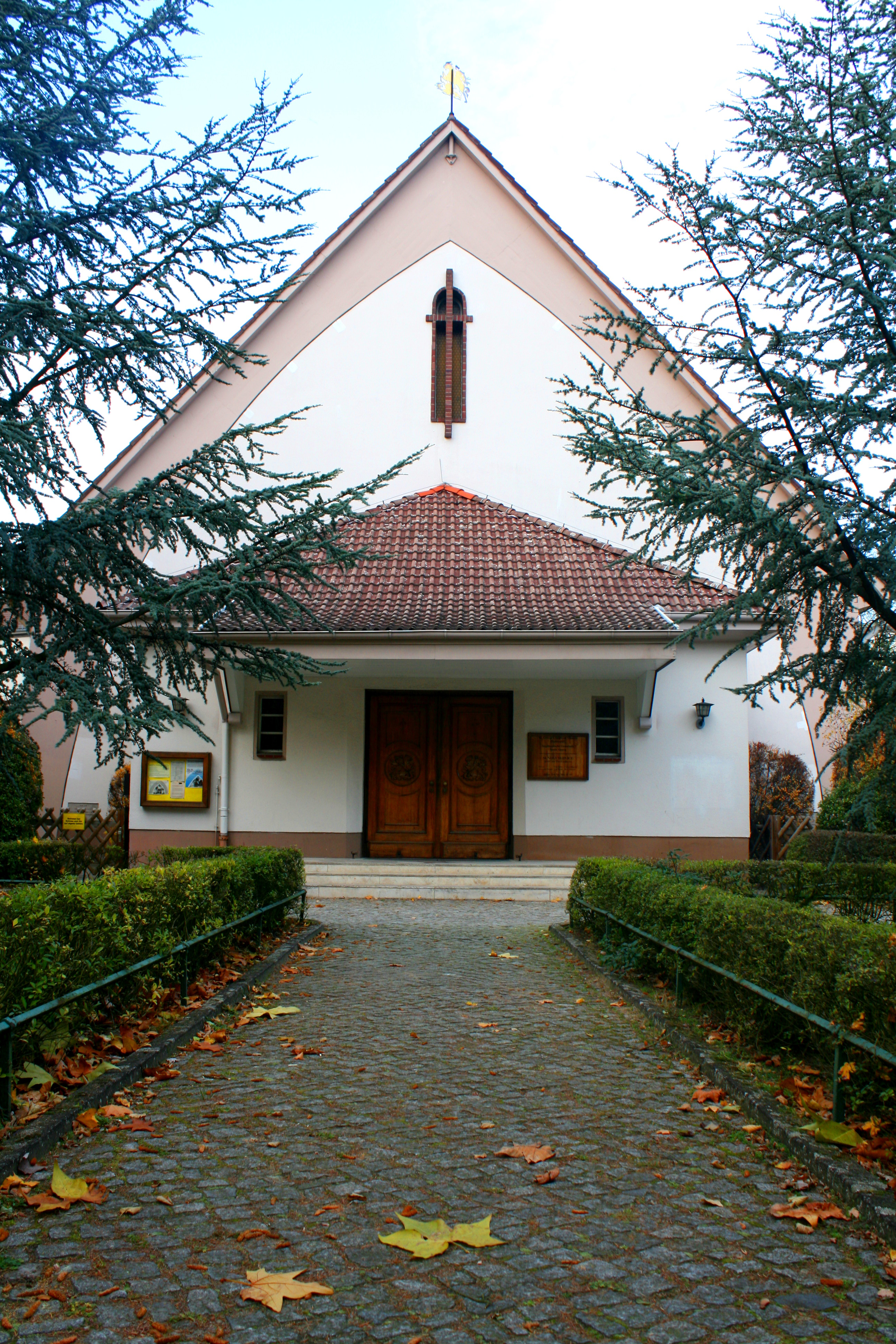
Eingang und Giebel der St. George’s Church an der Südseite des Gebäudes

Die einschiffige Hallenkirche besitzt ein tief herabgezogenes Satteldach. Die äußerlich unauffällige Gestaltung korrespondiert mit der ebenfalls schlichten Innenausstattung. Der Chorraum ist durch einen dunkelblau abgesetzten Spitzbogen vom Kirchenhauptraum optisch getrennt und mit modernen Glasmalereien geschmückt. Zahlreiche Gedenktafeln und Abzeichen erinnern an die frühere militärische Nutzung der Kirche. Auffälligstes Ausstattungsmerkmal sind zwei historistische Radleuchter, die vermutlich aus dem Vorgängerbau aus dem 19. Jahrhundert stammen.

### Orgel
Die Orgel auf der Empore stammt aus der Werkstatt von E. F. Walcker & Cie., Ludwigsburg (1965/66).
| I Hauptwerk C–g3 |              |     |
| 1.               | Prinzipal    | 8′  |
| 2.               | Rohrflöte    | 08′ |
| 3.               | Oktave       | 04′ |
| 4.               | Nachthorn    | 04′ |
| 5.               | Blockflöte   | 02′ |
| 6.               | Mixtur 4fach | 02′ |

| II Schwellwerk C–g3 |              |        |
| 7.                  | Holzgedackt  | 8′     |
| 8.                  | Koppelflöte  | 04′    |
| 9.                  | Prinzipal    | 02′    |
| 10.                 | Quinte       | 01 ⁄3′ |
| 11.                 | Zimbel 3fach | 0      |
| 12.                 | Tremolo      | 0      |

| Pedal C–f1 |             |     |
| 13.        | Subbaß      | 16′ |
| 14.        | Oktavbaß    | 8′  |
| 15.        | Rohrgedeckt | 4′  |

Koppeln: II/I, I/P, II/P

## Anglikanische Gemeinde in Berlin im 21. Jahrhundert
St. George’s ist Teil der Europäischen Diözese der Church of England innerhalb der Anglikanischen Gemeinschaft. Die Gemeinde feiert englischsprachige Gottesdienste mit anglikanischer Liturgie nicht nur in St. George’s Church, sondern auch in der Marienkirche in Berlin-Mitte und in der Dresdner Frauenkirche.
Mit den anderen christlichen Kirchen in Berlin unterhält St. George’s enge ökumenische Beziehungen, besonders zu den altkatholischen und lutherischen Kirchen. Die Gemeinde ist Mitglied in der Nagelkreuzgemeinschaft und engagiert sich als Mitglied der Arbeitsgemeinschaft Christlicher Kirchen in Berlin-Brandenburg und der International Fellowship of Foreign Churches in Berlin für überkonfessionelle Anliegen und den Versöhnungsgedanken.
Die Gemeinde erhält keine Kirchensteuern und auch keine Zuschüsse der Church of England. Sie finanziert sich ausschließlich aus den Beiträgen ihrer Mitglieder.